# حوجم (القفر)

تعديل مصدري - تعديل

حوجم هي إحدى قرى عزلة بني مسلم بمديرية القفر التابعة لمحافظة إب، بلغ تعداد سكانها 106 نسمة حسب تعداد اليمن لعام 2004.